# Izola Curry
Izola Curry (nascuda Ware, 14 de juny de 1916 - 7 de març de 2015) va ser una dona afroamericana que va intentar assassinar al líder de drets civils Martin Luther King, Jr.. Va apunyalar a King amb un obridor de cartes en un acte de signatura de llibres a Harlem el 20 de setembre 20 de 1958, durant el moviment de drets civils de Harlem de finals de la dècada de 1950 i principis de la dècada de 1960. King va sobreviure a l'intent de Curry i la va perdonar, però va morir menys de deu anys més tard en un altre incident.